# Per A.J. Andersson
Per Anders Johan Andersson, känd som Per A.J. Andersson, född 16 januari 1963 i Lindome (då i Hallands län), är en svensk översättare och serieteoretiker, utbildad till och tidigare verksam som journalist.

## Biografi
Andersson är uppvuxen i Lindome söder om Göteborg. Åren 1987–93 var Andersson redaktör för Bild & Bubbla, och under samma tid fungerade han även som sekreterare för Urhunden-juryn. De senaste decennierna har han också varit anlitad som ämnesexpert och skribent för Nationalencyklopedin (1987–95 och NE.se). Han var åren 1993–98 anlitad av Statens kulturråd som ledamot av arbetsgruppen till stöd för tecknade serier. Sedan mitten av 1980-talet har Andersson översatt franskspråkiga serier till svenska, bland annat Lucky Luke (1992–2017), Rabbinens katt (2006),  Smurfarna (2011–) och Asterix (2013–2017) där han tog vid efter Ingrid Emond.
Sedan 2009 arbetar han i första hand som korrekturläsare och översättare av tecknade serier, men ibland även av andra litterära verk. Utöver detta har han föreläst om animation och tecknade serier.
Per A.J. Andersson har varit aktiv inom Göteborgs Seriefrämjande sedan mitten av 1980-talet.

## Utmärkelser
År 1997 tilldelades han Svenska Serieakademins specialdiplom.

## Översättningar
Listning av översättningar, per verk/serie
- 1985 • Salamandern (av Didier Comès; följetong i Pox 1985:04–11, album 1988), Medusa (ISBN 91-86300-36-9)
- 1988–89 • Det stora gallret (av Benoît Peeters/François Schuiten; följetong i Epix 1988:09–12, 1989:01)
- 1992–2017 • Lucky Luke (av Morris m.fl.; 30 album[11]), Serieförlaget/Egmont Serieförlaget/Egmont Kärnan #61–85; Albumförlaget #86–90 (Libris 1438709)
  - 2003–08 • Lucky Luke – Den kompletta samlingen (av Morris m.fl.; 25 volymer; översättningar av texter och tidigare outgivna, kortare serier), Egmont Serieförlaget
  - 2004 • Morris och hans värld (av Philippe Mellot; översättningar av texter och serier), Egmont Serieförlaget ISBN 91-7134-029-7
- 1999 • Oumpa-pa möter Dubbla skalpen (av René Goscinny/Albert Uderzo; nyöversättning), Egmont Serieförlaget (ISBN 91-7912-882-3)
- 2000 • Du kan väl hålla dej! (av Tome/Janry; #6 i Den unge Spirou), Egmont Kärnan (ISBN 978-91-7134-985-9)
- 2006 (2007) • Rabbinens katt (av Joann Sfar; tryckning och begränsad distribution 2006, allmän distribution 2007), Egmont Kärnan (ISBN 978-91-976350-1-1)
- 2009 • Porträtt tecknat i kol och regn (av Midhat Ajanović; medöversättare), Una förlag (ISBN 978-91-976350-1-1)
- 2011–13 • Smurfarna (Peyo m.fl.; tolv nummer av serietidningen), Egmont Kids Media Nordic (ISSN 2000-9771)
- 2013–14 • Den mörka sidan 1 + 2 (av Sylvain Runberg/Olivier Martin), Ordbilder Media (ISBN 978-91-85269-33-4 + ISBN 978-91-85269-34-1)
- 2013–17 • Asterix #35–37, Egmont Kids Media Nordic (plus 2–3 bearbetningar av översättningen i nyutgåvor 2015–16)
- 2014–15 • Sagor från kobrans tid 1 + 2 (av Enrique Fernández), Ordbilder Media (ISBN 9789185269372 + ISBN 9789185269389)
- 2014–18 • Ett extraordinärt äventyr med Spirou och Nicke, Cobolt Förlag (7 album)
- 2015–17 • Marsupilami, Cobolt Förlag (3 album)
- 2016–18 • Röde baronen, Cobolt Förlag (3 album)
- 2017–18 • Angel Wings, Cobolt Förlag (4 album)
- 2019 • Spirou, Cobolt Förlag (2 album)